# Jill Lorent
Jill Lorent (31 augustus 1987) is een basketbalcoach.

## Carrière
Lorent is sinds het seizoen 2018-2019 assistent-coach (T2) naast Eddy Casteels bij de Stella Artois Leuven Bears in de eerste klasse van het Belgische basketbal. Ze is de tweede vrouwelijke coach in de Euromillions Basketball League en coacht tevens sinds 2015 de Landelijke U21 van de Leuven Bears.
In het seizoen 2017-2018 beëindigde ze haar carrière als basketbalspeelster bij Basket Lummen, waarvan vijf jaar in het Dames A-team en in de Top Division Women 1. Eerder speelde ze ook bij Leuven, Willebroek en Zonhoven. In 2023 werd ze aangesteld als assistent-bondscoach naast Pascal Angillis onder Rachid Meziane. In 2024 verliet ze de Leuven Bears en tekende daarna als assistent-coach bij de Antwerp Giants. Ze werd na speeldag 1 en het ontslag van Geert Hammink aangesteld als interim coach van de Giants. In oktober 2024 werd beslist dat ze tot het einde van het seizoen hoofdcoach bleef. Echter in februari 2025 moest ze plaatsmaken voor de terugkerende Roel Moors.